# Fyre Festival
Fyre Festival fue un festival de música de lujo fraudulento organizado por el estafador Billy McFarland y el rapero Ja Rule. Fue creado con la intención de promocionar la aplicación Fyre de la compañía para contratar talentos musicales. El festival estaba programado para realizarse del 28 al 30 de abril y del 5 al 7 de mayo de 2017 en la isla bahameña de Gran Exuma.
El evento fue promocionado en Instagram por influencers de redes sociales, incluidas Kendall Jenner, Bella Hadid, Hailey Baldwin y Emily Ratajkowski, muchas de las cuales no revelaron inicialmente que les habían pagado por hacerlo. Durante el fin de semana inaugural del Fyre Festival, el evento experimentó problemas relacionados con la seguridad, la comida, el alojamiento, los servicios médicos y las relaciones con los artistas, lo que provocó que el festival se pospusiera indefinidamente y finalmente se cancelara. En lugar de las comidas gurmé y las villas de lujo por las que los asistentes al festival habían pagado cientos de dólares, recibieron sándwiches empaquetados y se alojaron en tiendas de campaña mal amuebladas.
En marzo de 2018, McFarland se declaró culpable de un cargo de fraude electrónico para defraudar a inversores y poseedores de boletos, y de un segundo cargo de defraudar a un vendedor de boletos (mientras estaba en libertad bajo fianza). En octubre de 2018, McFarland fue sentenciado a seis años de prisión y se le ordenó confiscar 26 millones de dólares. Se iniciaron al menos ocho demandas contra los organizadores por defraudar a los compradores de entradas, varias de ellas buscando el estatus de demanda colectiva y una pidiendo más de 100 millones de dólares en daños y perjuicios. En 2019 se lanzaron dos documentales sobre los eventos del festival: Fyre Fraud de Hulu, y Fyre: The Greatest Party That Never Happened de Netflix.

## Planificación y organización

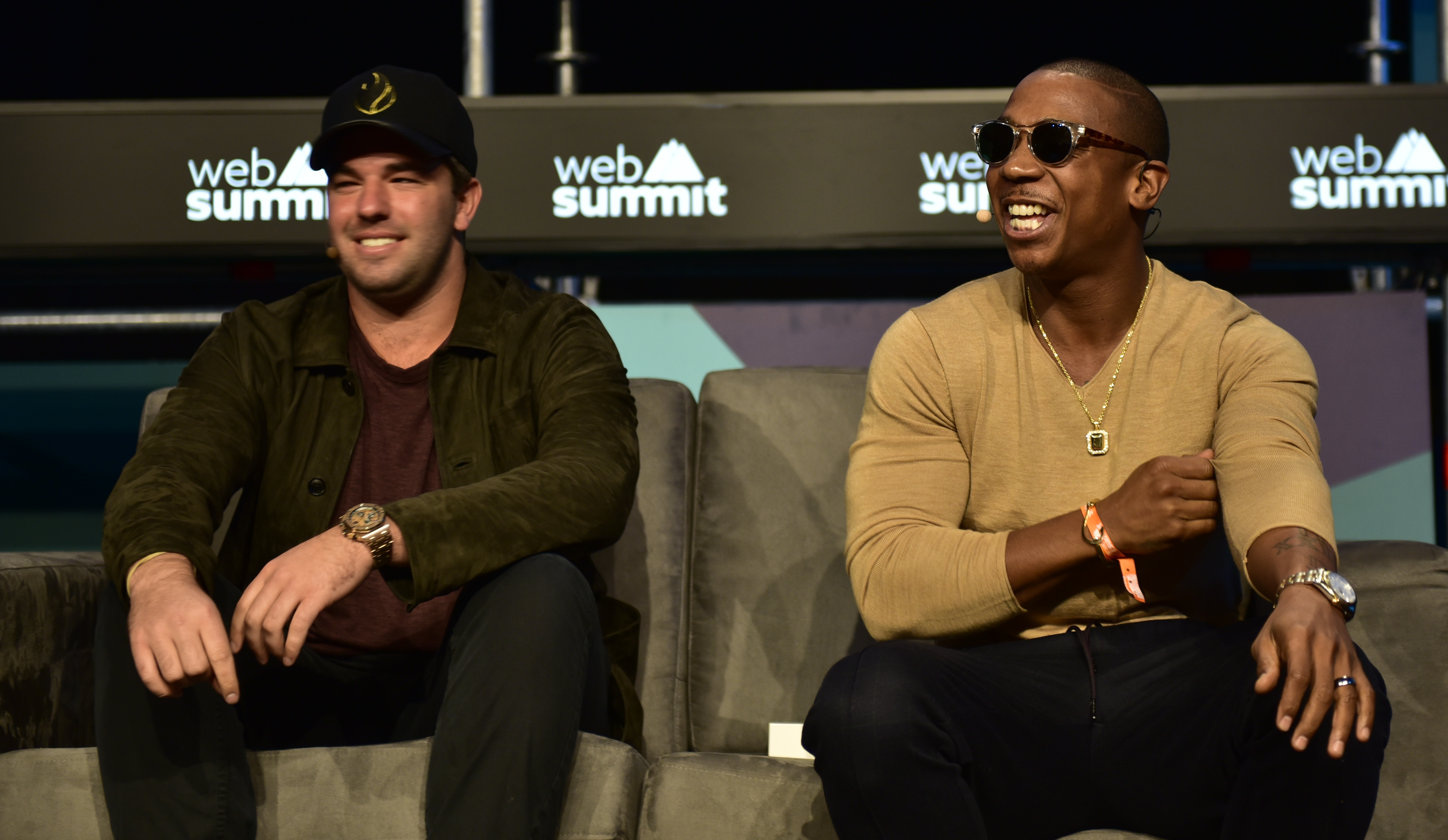
Billy MacFarland y Ja Rule en la Web Summit 2016.

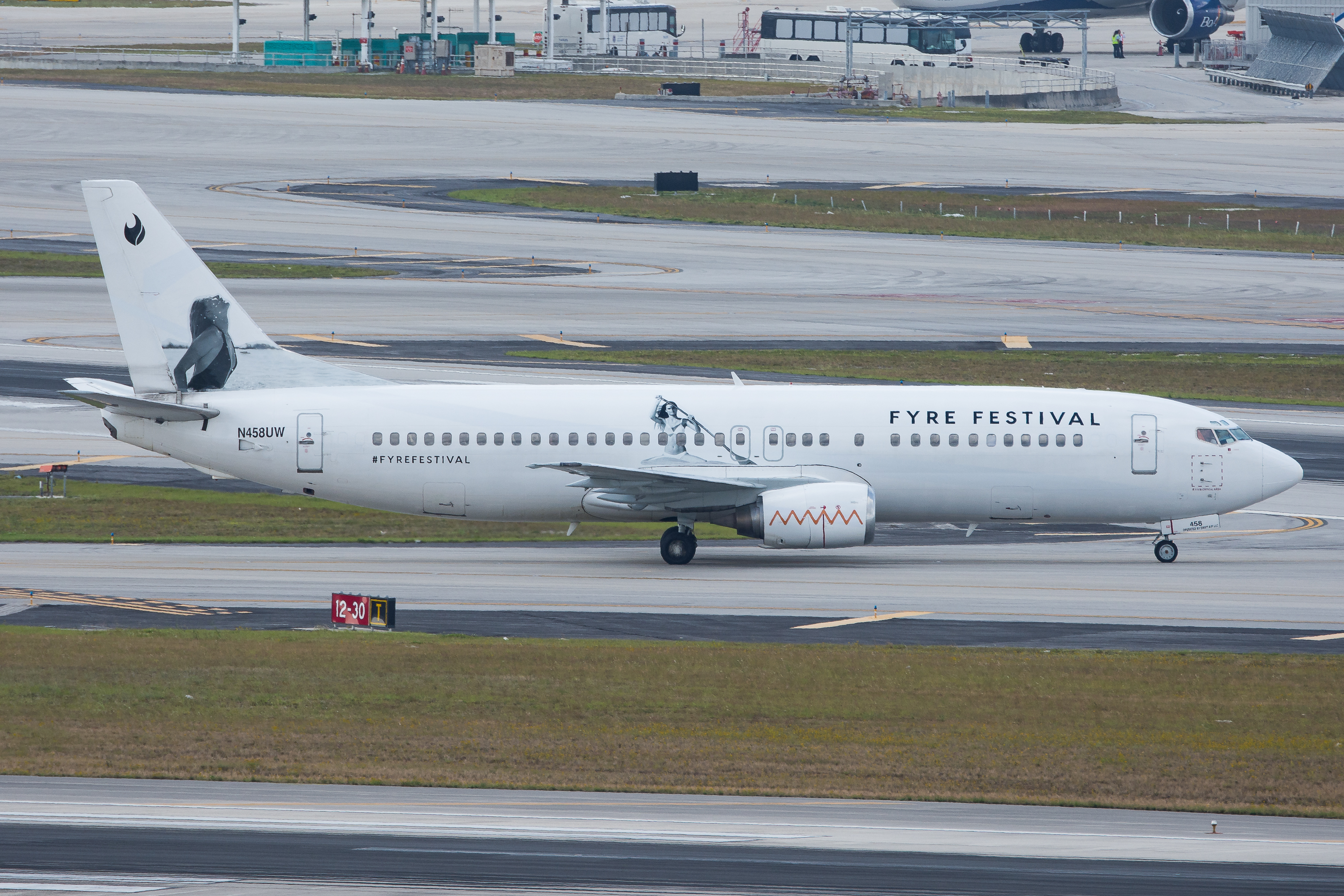
Un avión con la marca Fyre Festival, utilizado para transportar a los asistentes al festival.

El festival fue organizado por Billy McFarland y Ja Rule, para promocionar la aplicación de reserva de música Fyre. Ja Rule había llegado a conocer a McFarland a través de visitas regulares a eventos que McFarland organizó en su empresa anterior, Magnises. Durante un vuelo a las Bahamas, el avión privado de McFarland y Ja Rule aterrizó en una isla poco poblada que luego descubrieron que era Cayo Norman.
Se filmaron imágenes promocionales, con supermodelos contratadas en Cayo Norman, y la planificación del festival siguió adelante. El 12 de diciembre de 2016, Kendall Jenner, Emily Ratajkowski y otras influencers pagadas por Fyre publicaron simultáneamente en sus cuentas de Instagram un vídeo con una miniatura que constaba de un cuadrado naranja y un logotipo de llamas estilizadas. El video mostraba a Bella Hadid y otras modelos representadas por su agencia corriendo por una playa tropical. El texto del vídeo prometía «un festival de música inmersivo... dos fines de semana transformadores... en los límites de lo imposible». Este fue el comienzo de la campaña promocional del Fyre Festival.
Cayo Norman había sido anteriormente la antigua isla privada de Carlos Lehder, un capo del Cartel de Medellín. Al arrendar la isla a los propietarios actuales, estos dieron la estricta condición de que McFarland no hiciera referencia a Pablo Escobar (líder del Cartel de Medellín) en ningún material promocional. En su lugar, McFarland afirmó que la isla había sido propiedad del propio Escobar, lo cual era falso. Los propietarios, molestos, cancelaron su acuerdo con McFarland poco después por haber incumplido la condición.
Cuando el evento comenzó en Cayo Norman, los organizadores solo tenían cuatro meses antes de su festival inaugural del 28 al 30 de abril. Después de que varias islas pequeñas que parecían lugares probables fueran rechazadas, y cuando solo faltaban dos meses para el  FyreFestival, el gobierno de las Bahamas le dio a McFarland un permiso para usar un sitio reservado para el desarrollo en Roker Point en Gran Exuma, justo al norte del complejo vacacional Sandals Resort. El material publicado en las redes sociales continuó promoviendo la falsedad de que el festival se celebraría en la isla privada de Pablo Escobar, con mapas del sitio alterados para que pareciera que Roker Point era una isla en sí misma.
En realidad, el festival tuvo lugar en un estacionamiento remoto al norte de Sandals Resort y un puerto deportivo cercano donde se guardaban los barcos de los lugareños. Además, la Gran Exuma no era una isla privada o remota. En cambio, el festival estaba programado para realizarse en un complejo turístico abandonado. McFarland nunca anunció el cambio; simplemente cambió el nombre de la isla a «Fyre Cay». Sin infraestructura ni villas, el equipo tuvo poco menos de dos meses para convertir Roker Point en Fyre Cay.
Según se informa, una inversionista, la ejecutiva de moda Carola Jain, hizo arreglos para que Fyre recibiera un préstamo de 4 millones de dólares, la mayor parte del cual se utilizó para alquilar lujosas oficinas en el barrio Tribeca de Manhattan. Sin experiencia en organizar un evento de la escala del festival propuesto, McFarland comenzó a acercarse a empresas que lo hacían y, al parecer, se sorprendió cuando le informaron que el evento costaría al menos 50 millones de dólares para organizar en el tiempo disponible, como había prometido. Además, los consultores más experimentados les dijeron que, además del costo, un evento de esta magnitud habría necesitado un año más para planificarlo. McFarland y sus asociados en Fyre creyeron que costaría mucho menos y continuaron con sus planes bajo ese supuesto. Los organizadores intentaron hacer las cosas ellos mismos siempre que fuera posible; McFarland supuestamente aprendió a alquilar el escenario haciendo una búsqueda en Google.
En los días previos al festival, recortaron gastos considerablemente, al enterarse de que sólo las villas de lujo iban a costar 10 millones de dólares, y apuntaron a depósitos para las bandas, la comida, la infraestructura y el personal.
Programado para dos fines de semana en abril y mayo de 2017, el evento vendió entradas de un día a precios de entre US$500 y US$1500, y paquetes VIP que incluían pasajes aéreos y alojamiento en tiendas de campaña de lujo por US$12 000. A los clientes se les prometió alojamiento en «domos geodésicos modernos y ecológicos» y comidas de chefs famosos. La alineación final anunciada fue para 33 artistas, incluidos Pusha T, Tyga, Desiigner, Blink-182, Major Lazer, Disclosure, Migos, Rae Sremmurd, Kaytranada, Lil Yachty, Matoma, Klingande, Claptone, Skepta, Le Youth, Tensnake, Blond:ish, y Lee Burridge. En los días previos al festival, todos estos artistas se retiraron. Además, los organizadores del Fyre Festival planearon su primer evento del 28 al 30 de abril, el mismo fin de semana de la Regata Exuma, una serie de regatas de vela de las Bahamas que utilizó la mayoría de los hoteles, alquileres de vacaciones y recursos de la isla. 
Mientras el video promocional del festival seguía afirmando que el evento se llevaría a cabo en una remota isla privada que alguna vez perteneció al narcotraficante Pablo Escobar, los trabajadores estaban ocupados preparando Roker Point para el festival, esparciendo arena sobre sus rocas y mejorando un camino hacia una playa cercana, donde construyeron algunas cabañas e instalaron columpios.
En el continente se vendieron 5000 entradas, y se contrató un servicio aéreo para transportar a los asistentes al festival desde Miami. También se contrató a una empresa de servicios médicos, y a un proveedor de cáterin, pero el proveedor se retiró unas semanas antes del festival. Faltando sólo dos semanas, se contrató un nuevo servicio de cáterin con un presupuesto total de $1 millón, drásticamente reducido de los $6 millones asignados originalmente para brindar lo que se prometió como «cocina isleña excepcionalmente auténtica... mariscos locales, sushi al estilo de las Bahamas y hasta un cerdo asado».
En marzo de 2017, Fyre también contrató a un productor de eventos veterano llamado Yaron Lavi, quien vio que era imposible realizar el tipo de evento que McFarland y Ja Rule imaginaban en el lugar. Supuso que pospondrían el evento hasta noviembre como habían estado discutiendo, ya que no estaban listos. Sin embargo, cuando Fyre le dijo que organizarían el evento en la primavera de todos modos, Lavi les dijo que abandonaran los planes de villas temporales y en su lugar construyeran tiendas de campaña, el único alojamiento que se podría entregar en el tiempo restante. Lavi aconsejó a Fyre que dejara esto claro a quienes ya habían comprado entradas, ya que de lo contrario sería perjudicial para su marca. Dice que la empresa le aseguró que se estaba preparando un correo electrónico, pero no estaba seguro de si se había enviado.
Comcast Ventures consideró invertir 25 millones de dólares en la aplicación Fyre, que aparentemente McFarland esperaba que le permitiera financiar el festival, pero se negó días antes. Según se informa, McFarland había valorado a Fyre Media en 90 millones de dólares, pero no pudo proporcionar pruebas suficientes de ello cuando Comcast lo solicitó.
Escribiendo para la revista New York, uno de los organizadores del evento señaló más tarde que desde al menos mediados de marzo había habido problemas importantes con la planificación, y en un momento se sugirió reprogramar el festival de 2017 hasta 2018.
Estos planes, sin embargo, fueron revocados en el último momento con la decisión de continuar con el evento según lo previsto. «Hagámoslo y seamos leyendas, hombre», habría dicho uno de los organizadores.
Después de que el acuerdo con Comcast fracasara, McFarland obtuvo 3 millones de dólares en financiación temporal para Fyre a través del inversor Ezra Birnbaum, que exigía que la empresa reembolsara al menos 500 000 dólares del préstamo en un plazo de 16 días.
Fyre informó a los poseedores de entradas que el evento se realizaría «sin efectivo (y sin tarjeta)», y las compras en el festival se pagarían con una «FyreBand», una pulsera de RFID vinculada a su tarjeta de crédito, a pesar de recibir advertencias de que dichas pulseras digitales serían inútiles debido a la mala conexión wifi en el sitio. Con el fin de recaudar dinero rápido para el evento, y faltando menos de dos semanas para el evento inaugural, se alentó a los asistentes a cargar miles de dólares en sus FyreBands por adelantado, según una demanda presentada posteriormente. McFarland, quien firmó el correo electrónico, sugirió que los asistentes depositaran entre 300 y 500 dólares por cada día que planearan asistir. Para estas pulseras se cobró un monto de alrededor de 2 millones de dólares de los asistentes al festival, el 40% del cual, según una demanda presentada posteriormente por Birnbaum, fue utilizado por McFarland para pagar el préstamo a corto plazo.

## Eventos del festival y experiencias de los asistentes
Temprano en la mañana del 27 de abril, una fuerte lluvia cayó sobre Gran Exuma, empapando las tiendas abiertas y los colchones apilados al aire libre para los invitados que llegarían más tarde ese día.
Al día siguiente, los primeros vuelos desde el Aeropuerto Internacional de Miami al Aeropuerto Internacional de Exuma, operados por Swift Air y Xtra Airways, aterrizaron a las 6:20 a. m.. Esa tarde, Blink-182 anunció su retiro del festival, afirmando en una publicación de Twitter que: «No estamos seguros de tener lo que necesitamos para brindarles la calidad de las actuaciones que siempre brindamos a nuestros aficionados».
Los que llegaron inicialmente fueron llevados a una «fiesta improvisada en la playa» en un restaurante junto a la playa, donde fueron surtidos con alcohol y los hicieron esperar durante unas seis horas mientras continuaban los frenéticos preparativos en el lugar del festival. McFarland había contratado a cientos de trabajadores locales de las Bahamas para ayudar a construir el sitio. Mientras tanto, los organizadores tuvieron que renegociar las garantías que ofrecían a las personas que tocarían en el festival ya que los costos se salieron de control. Los que llegaron más tarde fueron llevados directamente al recinto en un autobús escolar, donde se hizo evidente el verdadero estado del lugar del festival: sus alojamientos eran poco más que tiendas de campaña dispersas para ayudar en casos de desastre con pisos de tierra, algunas con colchones empapados como resultado de la lluvia de la mañana anterior, y de paso, estas carpas fueron usadas el año anterior para los damnificados del Huracán Matthew. Los alojamientos de comida gurmé no eran más que comida inadecuada y de mala calidad (incluidos sándwiches de queso servidos en recipientes de poliestireno, cuya foto fue viralizada en Twitter).
Los asistentes al festival fueron dejados en el bungaló de producción donde estaban McFarland y su equipo para poder registrarse, pero después de horas de espera en vano, la gente se apresuró a reclamar sus propias tiendas de campaña. Aunque solo había unas 500 personas, no había suficientes tiendas de campaña y camas para los invitados, por lo que terminaron robando a otros. Los asistentes no pudieron abandonar el festival para ir a los complejos turísticos de Sandals cercanos porque era temporada alta y casi todos los hoteles de Gran Exuma ya estaban completos para la regata anual de Exuma. Al caer la noche, un grupo de músicos locales subió al escenario y tocó durante unas horas, siendo el único acto que se presentó en el evento. Temprano en la mañana se anunció que el festival sería cancelado y que los asistentes regresarían a Miami lo antes posible.
Los informes del festival mencionaron varios otros problemas, como el mal manejo o robo del equipaje de los asistentes, la falta de iluminación para ayudar a la gente a orientarse, un terreno de grava sin terminar, la falta de personal médico o de personal para el evento, falta de señal de teléfono celular ni servicio de Internet, baños portátiles insuficientes, falta de agua corriente y seguridad estricta. Estos problemas se exacerbaron porque el festival se promocionó como un evento sin efectivo, dejando a muchos asistentes sin dinero para el taxi u otros gastos.
Según los informes, muchos asistentes quedaron varados, ya que los vuelos hacia y desde la isla fueron cancelados después de que el gobierno de las Bahamas emitiera una orden que prohibía que cualquier avión aterrizara en el aeropuerto.
El primer vuelo de regreso a Miami estaba listo para despegar a la 1:30 a. m. del 28 de abril, pero se retrasó durante horas debido a problemas con el manifiesto del vuelo. Se canceló después del amanecer y los pasajeros quedaron encerrados en la terminal del aeropuerto de Exuma sin acceso a comida, agua ni aire acondicionado.En medio del caos, un pasajero escribió en redes sociales que al menos una persona allí se desmayó por el calor y tuvo que ser hospitalizada.
El vuelo finalmente salió de Exuma esa misma mañana, y más vuelos chárter a Miami partieron de la isla a lo largo del día. Un asistente que estaba en Miami informó que el piloto de su avión les había dicho que bajaran para poder dar vuelta el avión para despegar inmediatamente, ya que la aeronave sirvió como avión de rescate para dar salida a los asistentes que se quedaron en la isla de Gran Exuma.

## Partes involucradas

### Organizadores
En 2013, con US$3 100 000 (equivalente a $4 054 800 en 2023) en capital de riesgo y 25 empleados, McFarland también fundó una empresa de tarjetas llamada Magnises, que prometía a los miembros que pagaban una cuota anual de 250 dólares que podrían «desbloquear sus ciudades y llevar sus vidas al siguiente nivel», que incluyen «conciertos privados exclusivos para miembros, degustaciones con chefs destacados y avances de arte exclusivos en las mejores galerías». The Washington Post informó que «algunos de esos beneficios nunca se materializaron o estaban lejos de lo que se anunciaba». «Envían el mismo correo electrónico para cada problema, pero es como rellenar los espacios en blanco para saber cuál es el problema», informó un miembro a Business Insider. Según se informa, Magnises se volvió rentable en 2015.
The Washington Post también informó que McFarland «tiene un historial de promesas excesivas» en sus proyectos comerciales anteriores, y citó múltiples ejemplos, incluido McFarland que vendió entradas VIP para el musical Hamilton por US$430 y luego canceló en el último minuto. En una queja ante el Better Business Bureau, un cliente que buscaba un reembolso informó que no había recibido respuesta a múltiples consultas durante más de un mes y medio.

### Promotores de celebridades y de redes sociales
El evento fue promocionado en Instagram por la socialité, miembro de la familia Kardashian, Kendall Jenner (a quien le pagaron US$250 000 dólares y desde entonces eliminó la publicación), Bella Hadid, Emily Ratajkowski, Hailey Baldwin, Elsa Hosk, Chanel Iman, Lais Ribeiro, Shanina Shaik, Nadine Leopold, Rose Bertram, Hannah Ferguson y otras actrices especializadas y personalidades de los medios. Según se informó, Ratajkowski fue la única actriz o modelo que usó el hashtag #ad, pero desde entonces también eliminó la publicación. Sólo más tarde se informó que a Jenner y los demás se les había pagado para realizar las publicaciones, algo que la ley federal les exigía revelar. La Comisión Federal de Comercio (FTC) dijo que #ad solo funcionaba al comienzo de publicaciones pagas y que el hashtag por sí solo no era una exención de responsabilidad suficiente.
Hadid reconoció haber participado en la promoción y se disculpó. Baldwin afirmó que donó todo su pago a organizaciones benéficas después de ver las consecuencias del evento.
FuckJerry y Jerry Media fueron parcialmente responsables de las promociones y el marketing en las redes sociales, aunque la compañía luego ayudó a producir el documental de Netflix sobre el festival, el cual no reconoció su participación en la publicidad del mismo.

## Secuelas
Fyre Festival publicó una declaración en su sitio web:

Fyre Festival se propuso brindar una experiencia musical única en la vida en las Islas de las Exumas. Debido a circunstancias fuera de nuestro control, la infraestructura física no estuvo lista a tiempo y no podemos cumplir esa visión de manera segura y placentera para nuestros huéspedes. En este momento, estamos trabajando incansablemente para programar vuelos y que todos salgan de Gran Exuma y regresen a casa de manera segura lo más rápido posible. Les pedimos a los huéspedes que se encuentren actualmente en la isla que no hagan sus propios arreglos para llegar al aeropuerto, ya que estamos coordinando esos planes. Estamos trabajando para que todos puedan viajar en vuelos chárter gratuitos a Miami hoy; Este proceso ha comenzado y la seguridad y comodidad de nuestros huéspedes es nuestra principal prioridad. El festival se pospondrá hasta que podamos evaluar más a fondo si podemos crear la experiencia de alta calidad que imaginamos y cuándo. Pedimos la paciencia y cooperación de todos durante este momento difícil mientras trabajamos lo más rápido y seguro posible para remediar esta situación imprevisible. Continuaremos brindando actualizaciones periódicas por correo electrónico a nuestros huéspedes y a través de nuestros canales oficiales de redes sociales a medida que estén disponibles.

Ja Rule publicó una nota en Twitter que decía: «Quería que este fuera un evento increíble, NO FUE UNA ESTAFA como todos informan; no sé cómo salió todo tan a la izquierda, pero estoy trabajando para arreglarlo asegurándome de que todos reciben su reembolso». Continuó diciendo: «Realmente me disculpo porque NO ES MI CULPA... pero asumo la responsabilidad». Muchas organizaciones de noticias compararon el caos con la novela El señor de las moscas de William Golding y la novela Los juegos del hambre de Suzanne Collins. El Ministerio de Turismo de Bahamas pidió disculpas en nombre de la nación y negó tener responsabilidad alguna por cómo se desarrollaron los hechos. Los trabajadores locales que construyeron el sitio y el restaurante que proporcionó comidas al personal del festival nunca recibieron sus pagos, lo que llevó a Maryann Rolle, la propietaria del restaurante Exuma Point a solicitar ayuda en la plataforma de financiación colectiva GoFundMe para recuperar su dinero.
Fyre Festival anunció que ofrecería a todos los asistentes la posibilidad de elegir entre un reembolso completo o entradas VIP para el festival del año siguiente (lo cual se propuso, pero nunca sucedió).

### Demandas
Como resultado del festival, McFarland y Ja Rule fueron objeto de una demanda de 100 millones de dólares en el estado de California, y el juez desestimó posteriormente a Ja Rule de la demanda en julio de 2019. Fue presentada en nombre del demandante Daniel Jung por el abogado de entretenimiento Mark Geragos, quien busca el estatus de demanda colectiva para la demanda con más de 150 demandantes. Según la presentación, la demanda de Jung alega fraude, incumplimiento de contrato (en parte debido a la decisión de los organizadores de hacer el festival sin efectivo para que los asistentes no trajeran dinero para los taxis), incumplimiento del pacto de buena fe (en parte debido al cáterin inadecuado y el incidente en el que los asistentes quedaron encerrados en el aeropuerto) y tergiversación negligente. Ben Meiselas, de la firma de Geragos, se comprometió a responsabilizar a «todos aquellos que promovieron imprudente y ciegamente el festival», lo que se interpretó como dirigido a Jenner, Hadid y otras personas influyentes en las redes sociales. Un abogado de Geragos afirmó que Fyre Festival envió cartas de cese y desista a los denunciantes.
El abogado de lesiones personales John Girardi presentó en Los Ángeles una segunda demanda colectiva contra Fyre Media, McFarland, Ja Rule y los promotores del evento, identificados como «[John] Does 1-100», en nombre de tres asistentes. El demandante alega que engañaron a los patrocinadores para que asistieran al festival pagando a más de 400 personalidades y celebridades de las redes sociales para que lo promocionaran. Las partes fueron acusadas de incumplimiento de contrato, tergiversación negligente y fraude, pero la demanda fue posteriormente desestimada. Un reportero de Bloomberg presentó una solicitud FOIA a la FTC con respecto a su conocimiento de Instagram, después de la segunda demanda colectiva.
Se presentó una tercera demanda en un tribunal federal de Nueva York contra Ja Rule, McFarland, Fyre Media y el director de mercadotecnia Grant Margolin. Los demandantes Matthew Herlihy y Anthony Lauriello acusaron a los organizadores del festival de «representaciones falsas, omisiones materiales... negligencia, fraude y violaciones de los estatutos de protección al consumidor». «A la llegada de los invitados a la isla de Gran Exuma durante el primer fin de semana, la isla carecía de servicios básicos, estaba cubierta de tierra y los invitados tenían que dormir en tiendas de campaña con mantas mojadas», afirma la demanda. «No hubo duchas ni baños comunitarios como se prometió; en su lugar, hubo orinales portátiles (sólo uno por cada 200 metros) que fueron derribados y sólo tres duchas, aunque llegaron cientos de personas». Esta demanda fue desestimada en noviembre de 2019 con permiso para replicar con respecto a acusaciones particulares contra Ja Rule.
El 4 de mayo, National Event Services (NES), que proporcionó servicios médicos para el festival, presentó otra demanda y afirmó haber sufrido 250 000 dólares en daños, alegando incumplimiento de contrato, fraude y negligencia por parte de los organizadores. La demanda alegaba que Fyre «no consiguió y/o se negó» a comprar un seguro de cancelación y «no consiguió un contrato con un helicóptero o avión de evacuación médica». Los empleados de NES informaron que la clínica médica local estaba cerrada y que el alojamiento era «inhabitable» con «infestación de insectos, colchones manchados de sangre y sin aire acondicionado». 
También en mayo, un asistente al festival, Andrew Petrozziello, presentó una demanda en un tribunal federal de Nueva Jersey alegando que los organizadores violaron la ley estatal de fraude al consumidor y cometieron incumplimiento de contrato.
Una sexta demanda, presentada en un tribunal federal de Florida como demanda colectiva, alegaba violaciones que incluían fraude, negligencia e incumplimiento de contrato. Los demandantes, Kenneth y Emily Reel, acusaron a los organizadores de enviar cartas de cese y desista a personas que criticaban el festival en las redes sociales.
Se presentó una séptima demanda en el tribunal federal de Manhattan, nuevamente como demanda colectiva, en nombre de Sean Daly y Edward Ivey. Además de las infracciones mencionadas en las otras demandas, esta demanda alega enriquecimiento ilícito y violación de la ley comercial del estado de Nueva York, alegando que los organizadores continuaron ofreciendo mejoras VIP y oportunidades para depositar dinero en el sistema de pago «Fyre Band» después de que el festival había sido cancelado.
Se presentó una octava demanda en el Tribunal Superior del condado de Suffolk en Boston en nombre del proveedor de venta de entradas Tablelist. La compañía alega que los organizadores del festival y los patrocinadores financieros cometieron incumplimiento de contrato y engañaron fraudulentamente a Tablelist y a los compradores de entradas. Tablelist solicita 3,5 millones de dólares para reembolsar a los clientes, así como daños resultantes de la pérdida de negocios después de verse obligados a despedir al 40% de su fuerza laboral para concentrarse en el litigio.
El 3 de julio de 2018, dos asistentes de Carolina del Norte, Seth Crossno y Mark Thompson, recibieron una indemnización de 5 millones de dólares. La sentencia se dictó contra Billy McFarland en ausencia después de que no respondió al proceso judicial. Ja Rule fue nombrado inicialmente como coacusado, pero luego fue retirado de la demanda después de un acuerdo privado no revelado con el abogado de los dos asistentes.
Ja Rule dijo en enero de 2019 que McFarland también lo había defraudado; en noviembre de 2019, fue desestimado de una demanda colectiva presentada por los asistentes al festival, y el juez determinó que no se había demostrado que su promoción del festival en las redes sociales hubiera llevado directamente a la asistencia de los demandantes.

### Investigación criminal
El 21 de mayo de 2017, The New York Times informó que McFarland y sus asociados estaban bajo una investigación penal federal activa por parte del FBI por fraude por correo, fraude electrónico y fraude bursátil. El caso fue supervisado por el fiscal federal para el Distrito Sur de Nueva York. El 30 de junio de 2017, McFarland fue arrestado y acusado de un cargo de fraude electrónico. No obstante, fue puesto en libertad bajo fianza de US$ 300 000 el 1 de julio.
En marzo de 2018, McFarland se declaró culpable de un cargo de fraude electrónico en lo que el Departamento de Justicia de los Estados Unidos llamó un plan para defraudar a inversores, así como de un segundo cargo de fraude electrónico relacionado con un plan para defraudar a un vendedor de billetes. En octubre de 2018, McFarland fue sentenciado a seis años de prisión y se le ordenó confiscar 26 millones de dólares.
El 24 de julio de 2018, la Comisión de Bolsa y Valores (SEC) anunció que McFarland, dos empresas que fundó, un alto exejecutivo y un excontratista acordaron resolver los cargos que surgieron de un extenso fraude de oferta de varios años que generó en al menos 27,4 millones de dólares de más de 100 inversores. McFarland admitió las acusaciones de la SEC en su contra, aceptó una prohibición permanente de director y funcionario y acordó la devolución de 27,4 millones de dólares. Grant H. Margolin, Daniel Simon, Fyre Media y Magnises, Inc. aceptaron el acuerdo sin admitir ni negar los cargos. Margolin aceptó una exclusión de director y funcionario por siete años y debe pagar una multa de $ 35 000, y Simon aceptó una exclusión de director y funcionario de tres años y debe pagar más de $15,000 en devolución y multa. Los acuerdos están sujetos a la aprobación judicial.

### Compensación
Al igual que otros proveedores de las Bahamas, el proveedor de cáterin que trabajó en el evento no recibió ningún pago; en 2019, un llamamiento de financiación colectiva recaudó más de 200 000 dólares para compensarla. En agosto de 2020, el Servicio de Marshals de Estados Unidos subastó mercancías de la marca Fyre Festival que McFarland había guardado para futuras ventas, y las ganancias se destinarían a las víctimas.

## Documentales
En 2019, se estrenaron dos documentales que cubrían el Fyre Festival y a McFarland.
Fyre Fraud, dirigida por Jenner Furst y Julia Willoughby Nason, se estrenó en Hulu el 14 de enero de 2019. En el sitio web de agregación de reseñas Rotten Tomatoes, la película tiene un índice de aprobación del 79% con una calificación promedio de 6,41 sobre 10, basada en 28 reseñas. Metacritic, que utiliza un promedio ponderado, asignó a la película una puntuación de 66 sobre 100, basada en 12 críticas, lo que indica «críticas generalmente favorables».
Fyre, dirigida por Chris Smith, fue lanzada por Netflix el 18 de enero de 2019. Al igual que Fyre Fraud, la película recibió críticas positivas. En Rotten Tomatoes, la película tiene una calificación del 90% con una calificación promedio de 7,54 sobre 10, basada en 73 reseñas. En Metacritic, la película tiene una puntuación de 76 sobre 100, basada en 26 críticas, lo que indica «críticas generalmente favorables».

## En la cultura popular
En un tuit de 2017, Seth Rogen declaró que el trío de comediantes de The Lonely Island estaba planeando una película sobre un festival de música fallido. En 2019, Jorma Taccone confirmó que la película parodia aún estaba en proceso.
En 2018, la banda de punk estadounidense Alkaline Trio, cuyo cantante y guitarrista Matt Skiba también tocaba en Blink-182 y que fueron de los primeros en cancelar su actuación prevista en el festival, lanzó la canción «Goodbye Fire Island», que se inspiró en la participación de Blink-182 en el festival.
En 2019, Ryan Reynolds presentó a Andy King, productor de eventos de Fyre Festival, y su cita del documental Fyre («¿Puede realmente ir demasiado lejos por tu empresa? No lo creo»), en un anuncio de su marca de ginebra Aviation American Gin.
En 2019, la sexta temporada de Silicon Valley de HBO representó RussFest, un evento musical en el desierto con similitudes con el Fyre Festival de la vida real. Un episodio de la temporada 3 de Silicon Valley de 2016 (un año antes del Fyre Festival) había mostrado una lujosa fiesta con temática hawaiana en Alcatraz organizada por una empresa recién formada que quiebra.
En 2019, la promoción estadounidense de lucha libre profesional All Elite Wrestling (AEW) estableció un evento anual llamado Fyter Fest. El nombre, el eslogan y el logotipo son una parodia del Festival Fyre.

## Propuesta de Fyre Festival II
El 9 de abril de 2023, meses después de ser liberado, Billy McFarland tuiteó que habría un Fyre Festival II, y afirmó haber obtenido ya fondos para el evento. Las primeras 100 entradas se pusieron a la venta a 499 dólares, y los precios aumentaron posteriormente. El sitio web del festival decía que el evento estaba «previsto para finales de 2024 en el Caribe» y que el primer lote de entradas se había agotado en un día.